# Sturnira lilium
Sturnira lilium е вид прилеп от семейство Американски листоноси прилепи (Phyllostomidae). Видът не е застрашен от изчезване.

## Разпространение и местообитание
Разпространен е в Американски Вирджински острови, Ангуила, Антигуа и Барбуда, Аржентина, Аруба, Барбадос, Белиз, Боливия, Бразилия, Британски Вирджински острови, Гваделупа, Гватемала, Гренада, Доминика, Еквадор, Колумбия, Коста Рика, Мартиника, Мексико (Сонора и Тамаулипас), Монсерат, Панама, Парагвай, Перу, Салвадор, Сейнт Винсент и Гренадини, Сейнт Китс и Невис, Сейнт Лусия, Тринидад и Тобаго, Уругвай и Хондурас.
Обитава гористи местности, места със суха почва, влажни места, планини, възвишения, пещери, долини, храсталаци и плата в райони с тропически и субтропичен климат, при средна месечна температура около 23,3 градуса.

## Описание
На дължина достигат до 6,6 cm, а теглото им е около 20,2 g. Имат телесна температура около 36,4 °C.
Продължителността им на живот е около 12 години. Популацията на вида е стабилна.